# Drage (Elbe)
Drage ist eine Gemeinde der niedersächsischen Samtgemeinde Elbmarsch im Landkreis Harburg, südöstlich an Hamburg angrenzend und fünf Kilometer nordöstlich von Winsen (Luhe). Die Gemeinden Drage, Marschacht und Tespe bilden zusammen die Samtgemeinde Elbmarsch.

## Geographie

### Ortsteile
Zur Gemeinde Drage gehören die direkt an der Elbe gelegenen Ortsteile Drage, Stove, Drennhausen, Elbstorf, Schwinde und Krümse sowie die drei Binnenmarsch-Dörfer Hunden, Mover und Fahrenholz.

### Stover Strand
Der bekannteste Ort innerhalb von Drage ist der sogenannte Stover Strand. Der Sandstrand an der Elbe erweckt den Anschein eines Strandes am Meer und unterliegt ebenso den Gezeiten der Nordsee. Der Stover Strand ist zudem auch der Namensgeber für den benachbarten Campingplatz Stover Strand.

## Geschichte und Einwohnerentwicklung
Am 1. Juli 1972 wurden die Gemeinden Drage, Drennhausen, Elbstorf, Hunden, Schwinde und Stove zur Gemeinde Drage zusammengeschlossen. Drage feierte 2003 sein 725-jähriges Bestehen, der Ortsteil Stove – wo auch der Stover Strand beherbergt ist – wurde allerdings schon 1162 urkundlich erwähnt.

### Einwohnerentwicklung
| Jahr | Einwohner | Quelle |
| ---- | --------- | ------ |
| 1950 | 3015 ¹    | [ 4 ]  |
| 1956 | 2407 ¹    | [ 4 ]  |
| 1973 | 2169      | [ 5 ]  |
| 1975 | 2260 ²    | [ 6 ]  |
| 1985 | 2382 ²    | [ 6 ]  |
| 1990 | 2390 ²    | [ 6 ]  |

| Jahr | Einwohner | Quelle |
| ---- | --------- | ------ |
| 1995 | 2657 ²    | [ 6 ]  |
| 2000 | 3333 ²    | [ 6 ]  |
| 2005 | 3728 ²    | [ 6 ]  |
| 2015 | 4205 ²    | [ 6 ]  |
| 2019 | 4220 ²    | [ 6 ]  |
| 0    | 0         | 0      |

¹ Als Addition der Einwohner der vor 1972 eigenständigen Gemeinden Drage, Drennhausen, Elbstorf, Hunden, Schwinde und Stove

² jeweils zum 31. Dezember
|  |

## Politik
Der Rat der Gemeinde Drage setzt sich aus 15 Ratsfrauen und Ratsherren zusammen. Die Ratsmitglieder werden durch eine Kommunalwahl für jeweils fünf Jahre gewählt. Durch die Niederlegung des Ratsmandats der Ratsfrau Dörte Land hatte der Rat der Gemeinde Drage einen Sitz weniger als die Regelgröße, da keiner von der Grünen Liste seinen Sitz annahm. Mitte 2023 wurde der Sitz nachbesetzt und der Rat hat wieder seine Regelgröße.
Bei der Kommunalwahl 2021 ergab sich folgende Sitzverteilung:
| Wahljahr | SPD | CDU | Grüne | FWG | Gesamt   |
| 2021     | 7   | 3   | 3     | 2   | 14 Sitze |

| Sitzverteilung im GemeinderatInsgesamt 15 Sitze - Grüne: 3 - SPD: 7 - FWG: 2 - CDU: 3 |

Stand: Kommunalwahl am 12. September 2021

## Persönlichkeiten
- Adolf Meyn (* 1898 in Krümse; † 1962 in Warthausen), Veterinär und Hochschullehrer